# جردن براون (بازیکن فوتبال، زاده ۲۰۰۱)
جردن براون (انگلیسی: Jordan Brown؛ زادهٔ ۲۱ ژوئن ۲۰۰۱) بازیکن فوتبال اهل بریتانیا است.